# آيت بوحدو آيت عيي (سيدي لامين)
آيت بوحدو آيت عيي هي إحدى مشيخات المملكة المغربية، تتبع جغرافيا لإقليم خنيفرة وإداريًا لسيدي لامين. يقدر عدد سكانها بـ 2228 نسمة حسب الإحصاء الرسمي للسكان والسكنى لسنة 2004.